# Jambo (Lied)
Jambo ist ein Lied der österreichischen Pop-Rock-Band Erste Allgemeine Verunsicherung aus dem Jahre 1991.

## Entstehung und Veröffentlichung
Geschrieben und produziert wurde das Lied gemeinsam von den EAV-Mitgliedern, wobei die Komposition von allen Bandmitgliedern entstammt, während der Text alleine von Thomas Spitzer verfasst wurde. Bei der Produktion bekam die Band Unterstützung durch Peter Müller.
Die Erstveröffentlichung von Jambo erfolgte als Single am 13. Oktober 1991 bei EMI Music. Diese erschien als 7″-Single mit der B-Seite Jambo Ulele (Murenge) (Katalognummer: 1 33487 7) sowie als CD-Maxi-Single, die um den Titel Küss’ die Hand, schöne Frau erweitert wurde (Katalognummer: 1 33487 2). Am 21. November 1991 erschien das Lied als Teil von Watumba (Katalognummer: 568 7 98099 2), dem achten Studioalbum der EAV.
Um das Lied zu bewerben, trat die Band unter anderem am 5. Oktober 1991 bei Musik liegt in der Luft oder auch am 16. Oktober 1991 in der ZDF-Hitparade auf.

## Inhalt
Im Lied wird mehrmals eine primitive Sprache verwendet, welche die Einheimischen Afrikas symbolisieren soll. Der Text kritisiert den Sextourismus Kenias (zufälligerweise Klaus Eberhartingers Wahlheimat) auf ironische Art und Weise:

„She was white like the snow

from the Kilimandscharo,

etwas dicklich um die Mitten

und sie kam aus Favoriten.

Auf eine Sex-Safari

flog die Bur’nwurst-Mata-Hari

to the beach of Kenia,

natürlich ohne Hawara.“

„Jambo“ bedeutet Gegenstand auf Suahelisch. „Hawara“ = „Freund“. Favoriten heißt der 10. Bezirk Wien's. Burenwurst ist eine in Österreich sehr beliebte gekochte Bratwurst. Mata Hari war in der Zeit um den Ersten Weltkrieg eine „legendenumwobene“ Nackttänzerin. Nach ihrer Hinrichtung wegen angeblicher Spionagetätigkeit wurden um sie viele Geschichten und Mythen erfunden. Sie wurde zum Sinnbild einer femme fatale.

## Chartplatzierungen
| ChartsChartplatzierungen | Höchstplatzierung | Wochen |
| ------------------------ | ----------------- | ------ |
| Deutschland (GfK)        | 30 (18 Wo.)       | 18     |
| Österreich (Ö3)          | 6 (12 Wo.)        | 12     |
| Schweiz (IFPI)           | 26 (1 Wo.)        | 1      |